# Hattlav
Hattlav (Baeomyces rufus) är en lavart som först beskrevs av William Hudson, och fick sitt nu gällande namn av Johann Friedrich Rebentisch. Hattlav ingår i släktet Baeomyces och familjen Baeomycetaceae.  Arten är reproducerande i Sverige. Inga underarter finns listade i Catalogue of Life.

## Källor

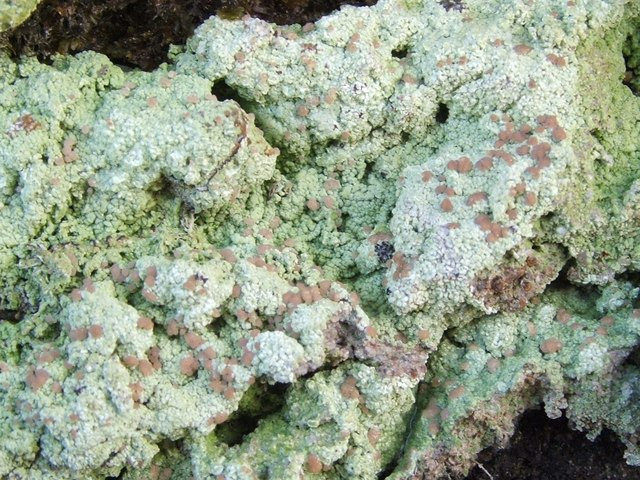
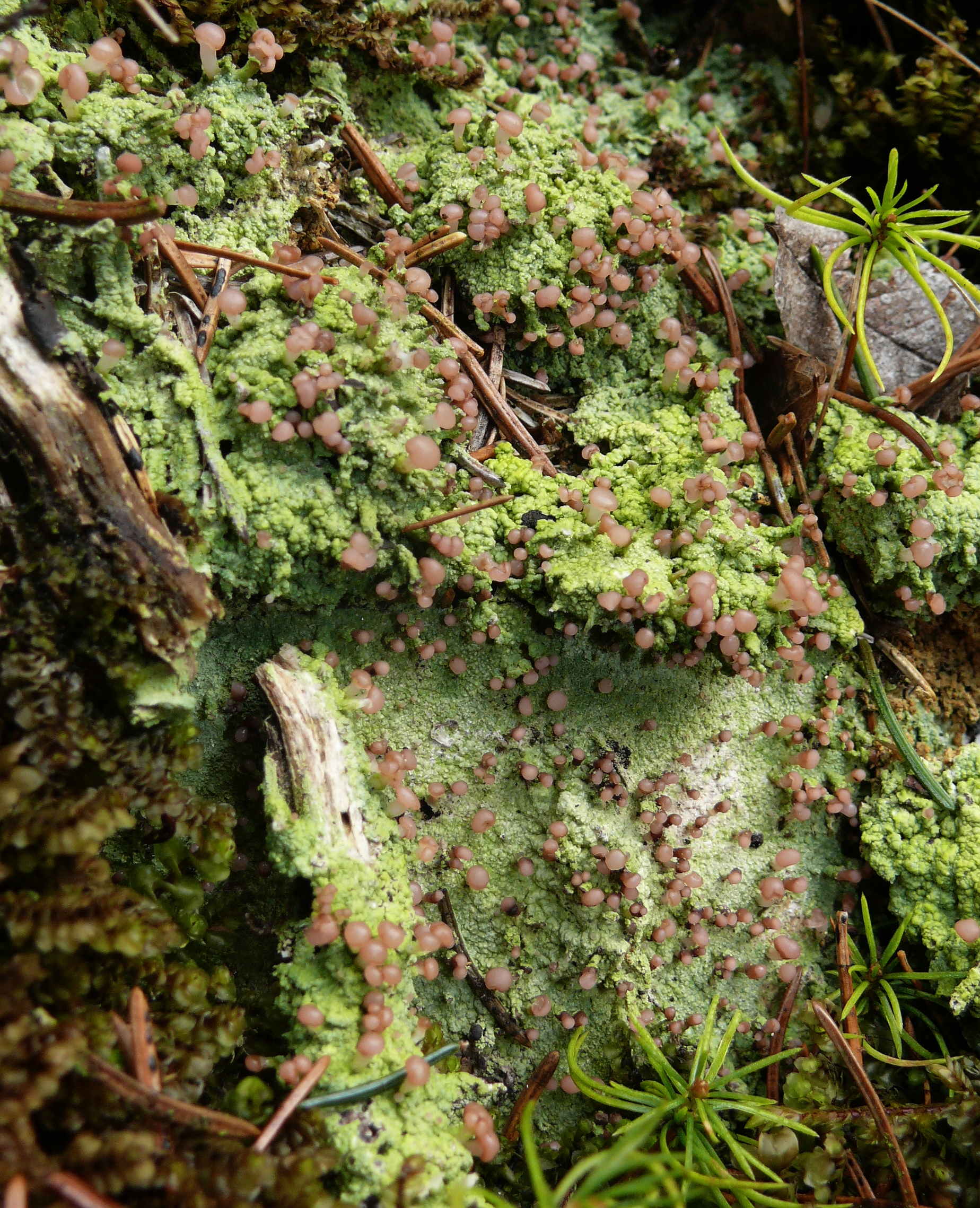
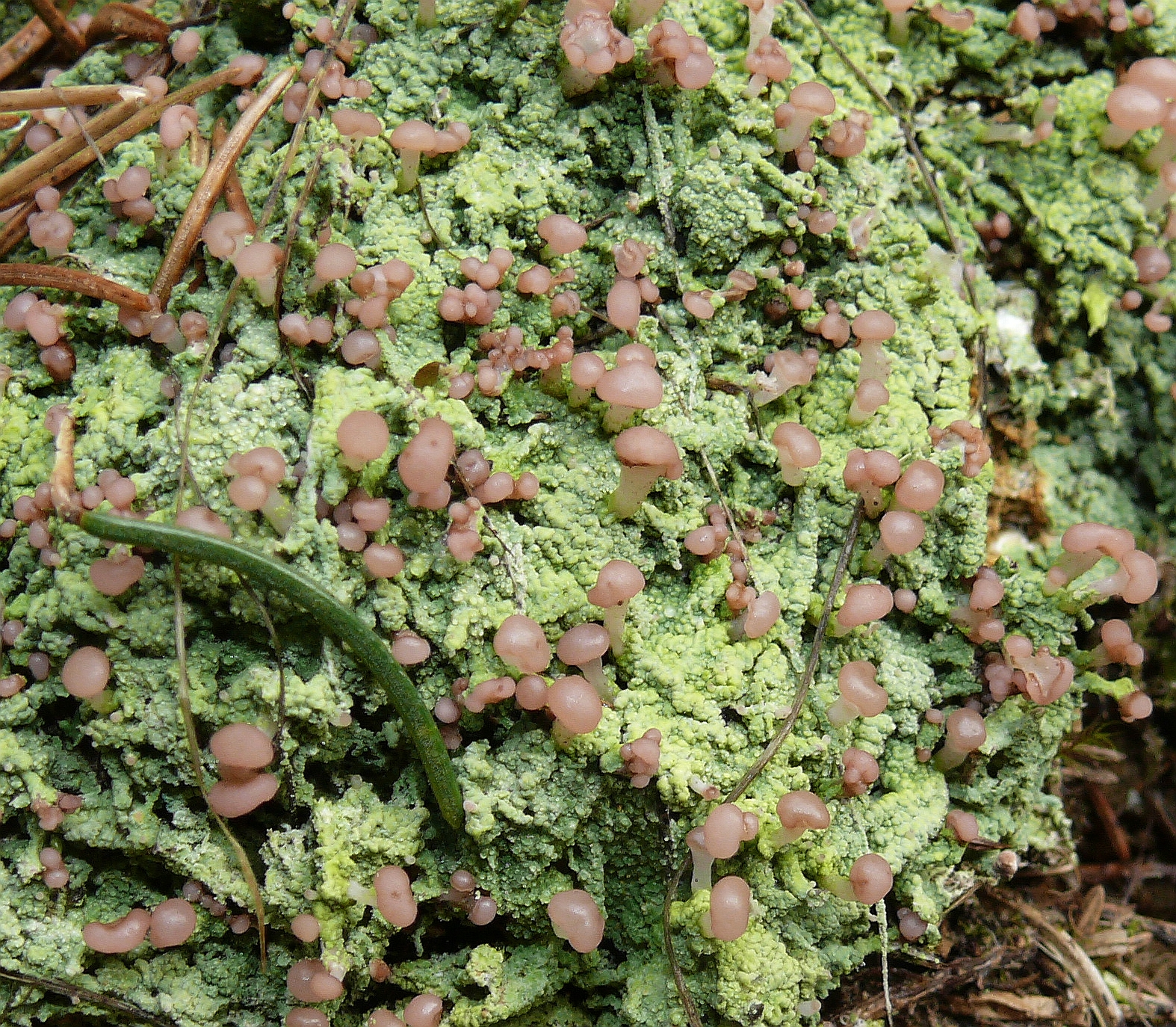